# Лудешер, Филипп
Филипп Лудешер (нем. Philipp Ludescher, род. 3 января 1987, Фельдкирх, Форарльберг) — австрийский шоссейный и велокроссовый велогонщик.

## Карьера
Выступал в основном в гонках Континентальных турах UCI среди которых можно выделить
Джиро дель Эмилия, Коппа Бернокки, Кубок Уго Агостони, Тур Люксембурга, Схелдепрейс, Три дня Де-Панне — Коксейде, Тур Австрии, Тур Лангкави. Особых успехов не добился, войдя на двух этапах в топ-10.
В 2007—2009 годах принял участие в гонках входивших в календарь ПроТура UCI — немецкой многодневке Тур Германии (стал лучшим молодым гонщиком после первого этапа в 2008 году) и двух бельгийских однодневках Гент — Вевельгем и Тур Фландрии.

## Достижения
2003
 Чемпион Австрии — групповая гонка (дебютанты)
 Чемпион Австрии по велокроссу (дебютанты)